# دار هيثم (تبن)

تعديل مصدري - تعديل

دار هيثم هي إحدى قرى عزلة الحوطة بمديرية تبن التابعة لمحافظة لحج، بلغ تعداد سكانها 331 نسمة حسب تعداد اليمن لعام 2004.